# 浩吉線

浩吉線（こうきちせん、中国語: 浩吉铁路、旧称：蒙華鉄道）は中国内モンゴル自治区オルドス市ウーシン旗にある浩勒報吉南駅（中国語：浩勒报吉南站）から江西省吉安市にある吉安駅までを結ぶ、1,813.5 kmの貨物専用鉄道である。

## 概要
この鉄道は、内モンゴル自治区と山西省から中国南部の諸省へ年間最大2億トンの石炭輸送を促進するために建設された。これは中国初の石炭輸送専用南北鉄道であり、沿岸都市を経由する既存の石炭輸送ルートを船で運ぶのをバイパスするために建設された。同路線は、海路で20日かかっていた輸送時間をわずか3日に短縮する。同路線は複数の地点で既存の鉄道と接続し、メンテナンス施設を共有する。
同路線は2014年に投資額1930億元（約２兆9400億円）で認可され、中国鉄路と国内の大手炭鉱会社数社が出資した。 2019年9月28日に開通した。

## 主な土木工事
- 漢江大橋 - 漢江に架かる全長5,242メートルの斜張橋[6]。
- 山西省河津市の高架橋 - 全長8km。
- 三門峡橋 - 黄河の三門峡に架かる鉄道道路併用橋。
- 洞庭湖橋（洞庭湖大桥） - 洞庭湖に架かる斜張橋[7]。

## 営業速度
浩勒報吉から岳陽区間のみは複線、岳陽から吉安までは単線（将来は複線の含みを残す）で、全線電化済み。指定速度は120km/hで、荆岳区間は200km/hであるが、現在は実施されていない。

## 参照項目
- 武漢局集団の超広域線
- 西安局集団の超広域線